# Unione Sportiva Lucchese Libertas 1960-1961
Questa voce raccoglie le informazioni riguardanti l'Unione Sportiva Lucchese Libertas nelle competizioni ufficiali della stagione 1960-1961.

## Rosa
| N. |                   | Ruolo | Calciatore         |
| -- | ----------------- | ----- | ------------------ |
|    | Italia (bandiera) | A     | Alfredo Arrigoni   |
|    | Italia (bandiera) | C     | Nando Barchiesi    |
|    | Italia (bandiera) | A     | Adriano Bassetto   |
|    | Italia (bandiera) | D     | Carlo Bertani      |
|    | Italia (bandiera) | D     | Gianfranco Clerici |
|    | Italia (bandiera) | C     | Mario Conti        |
|    | Italia (bandiera) | A     | Paolo Corsellini   |
|    | Italia (bandiera) | D     | Adolfo Gori        |

| N. |                   | Ruolo | Calciatore           |
| -- | ----------------- | ----- | -------------------- |
|    | Italia (bandiera) | C     | Ettore Mannucci      |
|    | Italia (bandiera) | C     | Franco Mantovani     |
|    | Italia (bandiera) | D     | Aldo Pedretti        |
|    | Italia (bandiera) | P     | Silvano Piancastelli |
|    | Italia (bandiera) | C     | Piero Ribechini      |
|    | Italia (bandiera) | C     | Dante Serra          |
|    | Italia (bandiera) | D     | Roberto Stefanutti   |